# Liste der Nummer-eins-Hits in Italien (1966)
Diese Liste der Nummer-eins-Hits basiert auf den Charts des italienischen Musikmagazins Musica e dischi im Jahr 1966. Es gab in diesem Jahr 13 Nummer-eins-Singles und sieben Nummer-eins-Alben.

## Singles
| ← 1965 ← | Liste der Nummer-eins-Hits in Italien (M&D) | Liste der Nummer-eins-Hits in Italien (M&D) | Liste der Nummer-eins-Hits in Italien (M&D)                                           | 1967 → |
| \| Zeitraum \| Wo. ges. \| Interpret \| Titel Autor(en) \| Zusätzliche Informationen \| \| (Zeitraum, Wochen auf Platz eins, Interpret, Titel, Autor[en], zusätzliche Informationen) \| \| \| \| \| \| ----------------------------------------------------------------------------------------- \| -------- \| ----------------- \| ------------------------------------------------------------------------------------- \| ---------------------------------------------------------------------------------------------------------------------------------------------------------------------------------- \| \| 1.–3. Woche 3 Wochen \| 3 \| Rita Pavone \| Stasera con te Leo Chiosso, Lina Wertmüller, Franco Pisano \| Das Lied war Bestandteil des Totò-Films Rita, la figlia americana. \| \| 4.–5. Woche 2 Wochen \| 2 \| Adamo \| Lei Salvatore Adamo \| – \| \| 6. Woche 1 Woche \| 1 \| Domenico Modugno \| Dio come ti amo Domenico Modugno \| Nach seinem Sieg beim Sanremo-Festival 1966 (zusammen mit Gigliola Cinquetti) gelang Modugno ein Nummer-eins-Hit. Er präsentierte das Lied auch beim Eurovision Song Contest 1966. \| \| 7.–8. Woche 2 Wochen \| 2 \| Gene Pitney \| Nessuno mi può giudicare Daniele Pace, Mario Panzeri, Luciano Beretta, Miki Del Prete \| Das Lied erreichte beim Sanremo-Festival den zweiten Platz. \| \| 9.–14. Woche 6 Wochen \| 6 \| Caterina Caselli \| Nessuno mi può giudicare Daniele Pace, Mario Panzeri, Luciano Beretta, Miki Del Prete \| Direkt nach ihrem Sanremo-Partner Pitney brachte auch Caselli ihre Version des Wettbewerbsbeitrages an die Chartspitze. \| \| 15.–22. Woche 8 Wochen \| 8 \| The Beatles \| Michelle Lennon/McCartney \| – \| \| 23. Woche 1 Woche \| 1 \| Rita Pavone \| Qui ritornerà Barry Mason, Carlo Nistri, Les Reed \| Mit einer Coverversion des Liedes Here It Comes Again der Band The Fortunes gelang Pavone der zweite Nummer-eins-Hit in diesem Jahr. \| \| 24. Woche 1 Woche \| 1 \| Gianni Morandi \| La fisarmonica Bruno Zambrini, Franco Migliacci, Luis Enriquez \| – \| \| 25.–32. Woche 8 Wochen \| 8 \| I Giganti \| Tema Albula, Arrigo Amadesi \| Nach der Teilnahme am Wettbewerb Un disco per l’estate 1966 gelang der Mailänder Band ein Nummer-eins-Hit. \| \| 33.–35. Woche 3 Wochen \| 3 \| Gianni Morandi \| Notte di Ferragosto Bruno Zambrini, Franco Migliacci, Luis Enriquez \| Morandi präsentierte das Lied beim Wettbewerb Cantagiro des Jahres und erreichte zum zweiten Mal in diesem Jahr die Spitze der Singlecharts. \| \| 36.–43. Woche 8 Wochen \| 8 \| Frank Sinatra \| Strangers in the Night Bert Kaempfert, Charles Singleton, Eddie Snyder \| Dem italienischstämmigen Sänger gelang (nach den Beatles) der zweite nicht-italienische Nummer-eins-Hit in diesem Jahr. \| \| 44.–50. Woche 7 Wochen \| 7 \| Adriano Celentano \| Mondo in mi 7a Adriano Celentano, Luciano Beretta, Miki Del Prete, Mogol \| – \| \| 51. Woche 1966 – 3. Woche 1967 5 Wochen \| 5 \| The Rokes \| È la pioggia che va Bob Lind, Mogol \| Es handelt sich um eine italienische Version des Liedes Remember the Rain von Bob Lind. \| |                                             |                                             |                                                                                       | |
| ← 1965 |                                             |                                             |                                                                                       | → 1967 → |
| Zeitraum | Wo. ges.                                    | Interpret                                   | Titel Autor(en)                                                                       | Zusätzliche Informationen |
| (Zeitraum, Wochen auf Platz eins, Interpret, Titel, Autor[en], zusätzliche Informationen) |                                             |                                             |                                                                                       | |
| 1.–3. Woche 3 Wochen | 3                                           | Rita Pavone                                 | Stasera con te Leo Chiosso, Lina Wertmüller, Franco Pisano                            | Das Lied war Bestandteil des Totò-Films Rita, la figlia americana. |
| 4.–5. Woche 2 Wochen | 2                                           | Adamo                                       | Lei Salvatore Adamo                                                                   | – |
| 6. Woche 1 Woche | 1                                           | Domenico Modugno                            | Dio come ti amo Domenico Modugno                                                      | Nach seinem Sieg beim Sanremo-Festival 1966 (zusammen mit Gigliola Cinquetti) gelang Modugno ein Nummer-eins-Hit. Er präsentierte das Lied auch beim Eurovision Song Contest 1966. |
| 7.–8. Woche 2 Wochen | 2                                           | Gene Pitney                                 | Nessuno mi può giudicare Daniele Pace, Mario Panzeri, Luciano Beretta, Miki Del Prete | Das Lied erreichte beim Sanremo-Festival den zweiten Platz. |
| 9.–14. Woche 6 Wochen | 6                                           | Caterina Caselli                            | Nessuno mi può giudicare Daniele Pace, Mario Panzeri, Luciano Beretta, Miki Del Prete | Direkt nach ihrem Sanremo-Partner Pitney brachte auch Caselli ihre Version des Wettbewerbsbeitrages an die Chartspitze.                                                            |
| 15.–22. Woche 8 Wochen | 8                                           | The Beatles                                 | Michelle Lennon/McCartney                                                             | – |
| 23. Woche 1 Woche | 1                                           | Rita Pavone                                 | Qui ritornerà Barry Mason, Carlo Nistri, Les Reed                                     | Mit einer Coverversion des Liedes Here It Comes Again der Band The Fortunes gelang Pavone der zweite Nummer-eins-Hit in diesem Jahr.                                               |
| 24. Woche 1 Woche | 1                                           | Gianni Morandi                              | La fisarmonica Bruno Zambrini, Franco Migliacci, Luis Enriquez                        | – |
| 25.–32. Woche 8 Wochen | 8                                           | I Giganti                                   | Tema Albula, Arrigo Amadesi                                                           | Nach der Teilnahme am Wettbewerb Un disco per l’estate 1966 gelang der Mailänder Band ein Nummer-eins-Hit.                                                                         |
| 33.–35. Woche 3 Wochen | 3                                           | Gianni Morandi                              | Notte di Ferragosto Bruno Zambrini, Franco Migliacci, Luis Enriquez                   | Morandi präsentierte das Lied beim Wettbewerb Cantagiro des Jahres und erreichte zum zweiten Mal in diesem Jahr die Spitze der Singlecharts.                                       |
| 36.–43. Woche 8 Wochen | 8                                           | Frank Sinatra                               | Strangers in the Night Bert Kaempfert, Charles Singleton, Eddie Snyder                | Dem italienischstämmigen Sänger gelang (nach den Beatles) der zweite nicht-italienische Nummer-eins-Hit in diesem Jahr.                                                            |
| 44.–50. Woche 7 Wochen | 7                                           | Adriano Celentano                           | Mondo in mi 7a Adriano Celentano, Luciano Beretta, Miki Del Prete, Mogol              | – |
| 51. Woche 1966 – 3. Woche 1967 5 Wochen | 5                                           | The Rokes                                   | È la pioggia che va Bob Lind, Mogol                                                   | Es handelt sich um eine italienische Version des Liedes Remember the Rain von Bob Lind.                                                                                            |

## Alben
| ← 1965 ← | Liste der Nummer-eins-Alben in Italien (M&D) | Liste der Nummer-eins-Alben in Italien (M&D) | Liste der Nummer-eins-Alben in Italien (M&D) | 1967 →                                                                                  |
| \| Zeitraum \| Mt. ges. \| Interpret \| Titel \| Zusätzliche Informationen \| \| (Zeitraum, Monate auf Platz eins, Interpret, Titel, zusätzliche Informationen) \| \| \| \| \| \| ------------------------------------------------------------------------------ \| -------- \| ------------------------ \| ---------------------- \| --------------------------------------------------------------------------------------- \| \| Januar 1966 1 Monat (insgesamt 2) \| 2 \| The Rolling Stones \| Around and Around \| – \| \| Februar 1966 – März 1966 2 Monate \| 2 \| Verschiedene Interpreten \| Sanremo ’66 \| Die Kompilation zum Sanremo-Festival 1966 des Labels Ricordi erreichte die Chartspitze. \| \| April 1966 1 Monat \| 1 \| Verschiedene Interpreten \| Sanremo ’66 \| Auch der Sanremo-Kompilation von Derby gelang der Sprung an die Chartspitze. \| \| Mai 1966 – Juli 1966 3 Monate \| 3 \| The Beatles \| Rubber Soul \| – \| \| August 1966 1 Monat \| 1 \| Mina \| Studio Uno 66 \| – \| \| September 1966 – November 1966 3 Monate \| 3 \| The Beatles \| Revolver \| – \| \| Dezember 1966 – Januar 1967 2 Monate \| 2 \| Frank Sinatra \| Strangers in the Night \| – \| |                                              |                                              |                                              |                                                                                         |
| ← 1965 |                                              |                                              |                                              | → 1967 →                                                                                |
| Zeitraum | Mt. ges.                                     | Interpret                                    | Titel                                        | Zusätzliche Informationen                                                               |
| (Zeitraum, Monate auf Platz eins, Interpret, Titel, zusätzliche Informationen) |                                              |                                              |                                              |                                                                                         |
| Januar 1966 1 Monat (insgesamt 2) | 2                                            | The Rolling Stones                           | Around and Around                            | –                                                                                       |
| Februar 1966 – März 1966 2 Monate | 2                                            | Verschiedene Interpreten                     | Sanremo ’66                                  | Die Kompilation zum Sanremo-Festival 1966 des Labels Ricordi erreichte die Chartspitze. |
| April 1966 1 Monat | 1                                            | Verschiedene Interpreten                     | Sanremo ’66                                  | Auch der Sanremo-Kompilation von Derby gelang der Sprung an die Chartspitze.            |
| Mai 1966 – Juli 1966 3 Monate | 3                                            | The Beatles                                  | Rubber Soul                                  | –                                                                                       |
| August 1966 1 Monat | 1                                            | Mina                                         | Studio Uno 66                                | –                                                                                       |
| September 1966 – November 1966 3 Monate | 3                                            | The Beatles                                  | Revolver                                     | –                                                                                       |
| Dezember 1966 – Januar 1967 2 Monate | 2                                            | Frank Sinatra                                | Strangers in the Night                       | –                                                                                       |

## Jahreshitparaden
| ← 1965 ← | Liste der Jahres-Nummer-eins-Hits in Italien (M&D) | Liste der Jahres-Nummer-eins-Hits in Italien (M&D)        | Liste der Jahres-Nummer-eins-Hits in Italien (M&D) | 1967 →   |
| \| Singles \| Position# \| Alben \| \| ------------------------------------------------------------------------------------------------------ \| --------- \| --------------------------------------------------------- \| \| Riderà Little Tony Danyel Gérard, Mogol, Ralph Bernet \| 1 \| Revolver The Beatles \| \| Che colpa abbiamo noi The Rokes Bob Lind, Mogol \| 2 \| Strangers in the Night Frank Sinatra \| \| Lei Adamo Salvatore Adamo \| 3 \| Io ho in mente te Equipe 84 \| \| Amo Adamo Salvatore Adamo \| 4 \| Gianni tre Gianni Morandi \| \| Strangers in the Night Frank Sinatra Bert Kaempfert, Charles Singleton, Eddie Snyder \| 5 \| Mary Poppins (Soundtrack) A Verschiedene Interpreten \| \| Michelle The Beatles Lennon/McCartney \| 6 \| Studio Uno 66 Mina \| \| Il ragazzo della Via Gluck Adriano Celentano Adriano Celentano, Luciano Beretta, Miki Del Prete \| 7 \| Rubber Soul The Beatles \| \| John Brown Los Marcellos Ferial Marcello Minerbi \| 8 \| Stasera Rita Rita Pavone \| \| Nessuno mi può giudicare Caterina Caselli Daniele Pace, Mario Panzeri, Luciano Beretta, Miki Del Prete \| 9 \| Un uomo una donna (Soundtrack) B Verschiedene Interpreten \| \| Io ho in mente te Equipe 84 Mogol, Sylvia Fricker \| 10 \| Aftermath The Rolling Stones \| |                                                    |                                                           |                                                    |          |
| ← 1965 |                                                    |                                                           |                                                    | → 1967 → |
| Singles | Position#                                          | Alben                                                     |                                                    |          |
| Riderà Little Tony Danyel Gérard, Mogol, Ralph Bernet | 1                                                  | Revolver The Beatles                                      |                                                    |          |
| Che colpa abbiamo noi The Rokes Bob Lind, Mogol | 2                                                  | Strangers in the Night Frank Sinatra                      |                                                    |          |
| Lei Adamo Salvatore Adamo | 3                                                  | Io ho in mente te Equipe 84                               |                                                    |          |
| Amo Adamo Salvatore Adamo | 4                                                  | Gianni tre Gianni Morandi                                 |                                                    |          |
| Strangers in the Night Frank Sinatra Bert Kaempfert, Charles Singleton, Eddie Snyder | 5                                                  | Mary Poppins (Soundtrack) A Verschiedene Interpreten      |                                                    |          |
| Michelle The Beatles Lennon/McCartney | 6                                                  | Studio Uno 66 Mina                                        |                                                    |          |
| Il ragazzo della Via Gluck Adriano Celentano Adriano Celentano, Luciano Beretta, Miki Del Prete | 7                                                  | Rubber Soul The Beatles                                   |                                                    |          |
| John Brown Los Marcellos Ferial Marcello Minerbi | 8                                                  | Stasera Rita Rita Pavone                                  |                                                    |          |
| Nessuno mi può giudicare Caterina Caselli Daniele Pace, Mario Panzeri, Luciano Beretta, Miki Del Prete | 9                                                  | Un uomo una donna (Soundtrack) B Verschiedene Interpreten |                                                    |          |
| Io ho in mente te Equipe 84 Mogol, Sylvia Fricker | 10                                                 | Aftermath The Rolling Stones                              |                                                    |          |